# Aleyrodes aureocincta
Aleyrodes aureocincta là một loài côn trùng cánh nửa trong họ Aleyrodidae, phân họ Aleyrodinae.
Aleyrodes aureocincta được Cockerell miêu tả khoa học đầu tiên năm 1897.